# Viễn thông Việt Nam
Viễn thông Việt Nam bao gồm việc sử dụng điện thoại, radio, truyền hình và Internet.

## Điện thoại
Việt Nam đã và đang nỗ lực hết sức để hiện đại hóa và mở rộng mạng lưới viễn thông. Trong nước, việc liên lạc giữa các tỉnh thành đều được số hóa và kết nối với Hà Nội, Đà Nẵng, Thành phố Hồ Chí Minh thông qua mạng cáp quang hoặc sóng vô tuyến chuyển tiếp. Các đường dây chính được tăng lên đáng kể và việc sử dụng điện thoại di động đang phát triển nhanh chóng. Tính đến năm 2012, Việt Nam có 134 triệu thuê bao điện thoại di động, xếp hạng 6 trên toàn thế giới.
Hai trạm vệ tinh mặt đất đang được sử dụng: Intersputnik (khu vực Ấn Độ Dương).
Nhà khai thác hiện nay là Tập đoàn Bưu chính Viễn thông Việt Nam, tách ra từ Tổng cục Bưu điện khi Nhà nước Việt Nam chủ trương tách chức năng quản lý và thương mại của cục này ra vào năm 1990. Sau khi thành lập một cơ quan quản lý riêng biệt, các phân khúc thị trường được mở ra cạnh tranh, bắt đầu với dịch vụ di động vào năm 1995. Thị trường dịch vụ quốc tế, được coi là hấp dẫn nhất, được mở ra cho các nhà cung cấp khác vào năm 2000.

## Đầu số điện thoại di động (tham khảo)
- Viettel (trực thuộc tập đoàn Công nghiệp - Viễn thông Quân đội): 032, 033, 034, 035, 036, 037, 038, 039, 086, 096, 097, 098 [2])
- MobiFone (trực thuộc VMS): 070, 076, 077, 078, 079, 089, 090, 093[3]
- VinaPhone (trực thuộc VNPT): 081, 082, 083, 084, 085, 088, 091, 094[4][5]
- Vietnamobile (ex-HT Mobile): 052, 056, 058, 092 [6][7]
- GMobile (trực thuộc G-Tel): 059, 099[8][9]
- ITelecom (trực thuộc Indochina Telecom - mạng di động ảo dựa trên nền tảng, kỹ thuật của Vinaphone): 087
- Reddi đổi tên thành Wintel (trực thuộc Công ty Cổ phần Mobicast - mạng di động ảo dựa trên nền tảng, kỹ thuật của Vinaphone): 055
- Local (trực thuộc Công ty Cổ phần viễn thông ASIM (ASIM Telecom) - mảng di động ảo dựa trên nền tảng, kỹ thuật của MobiFone): 089
- VNSKY (trực thuộc Công ty Cổ phần Giải pháp Thanh toán Việt Nam (VNPAY) - mảng di động ảo dựa trên nền tảng, kỹ thuật của MobiFone): 0777
- FPT Retail (Trực thuộc Công ty Cổ phần bán lẻ KTS FPT (FPT Retail) - mạng di động ảo dựa trên nền tảng, kỹ thuật của MobiFone): 0775

Vào đầu năm 2013, dịch vụ của S-Fone và Beeline tạm thời ngừng hoạt động vì những cuộc cạnh tranh khốc liệt với các nhà khai thác di động khác.
Beeline, liên doanh giữa G-Tel và VimpelCom ra mắt thị trường vào năm 2009. Nhà mạng này đã đổi tên thành GMobile vào cuối năm 2012 do G-Tel trở thành chủ sở hữu của Beeline sau khi VimpelCom bán tất cả cổ phiếu cho đối tác của mình.
Đầu năm 2010, SK Telecom quyết định rút khỏi thị trường điện thoại di động Việt Nam khi ngừng hợp tác với SPT - Saigon Postel Corp. tại S-Fone. Năm 2016, giấy phép của S-Fone hết hạn, sau nhiều năm thua lỗ, nhà mạng này chính thức chấm dứt hoạt động tại thị trường Việt Nam.
Ngày 25/4/2019, mạng di động ảo đầu tiên ở Việt Nam mang tên ITelecom (trực thuộc Indochina Telecom - Viễn thông Đông Dương) sử dụng dựa trên hạ tầng sẵn có của VNPT Vinaphone, được cấp đầu số 087. Đông Dương Telecom đã ký thoả thuận hợp tác với Tập đoàn VNPT để sử dụng cơ sở hạ tầng của mạng Vinaphone. Với mô hình mạng di động ảo (MVNO - Mobile Virtual Network Operator), Indochina Telecom đi thuê lại hạ tầng mạng cũng như tần số của các doanh nghiệp khác để triển khai dịch vụ, chứ không có hạ tầng và băng tần riêng của nhà mạng
Ngày 3/6/2020, mạng di động ảo thứ 2 của Việt Nam sau ITelecom - Reddi (trực thuộc Mobicast) được cấp đầu số 055 đã chính thức đi vào hoạt động.Với mô hình MVNO, nhà mạng đã chính thức hợp tác với mạng di động VinaPhone (VNPT) để thuê lại hạ tầng nhằm cung cấp dịch vụ viễn thông của nhà mạng

## Truyền hình
Đài Truyền hình Việt Nam phát sóng truyền hình cả nước, các đài truyền hình địa phương sản xuất chương trình và phát sóng trong khu vực. Truyền hình được phát sóng thông qua các đài truyền hình vô tuyến, cáp truyền hình, mạng internet hay truyền hình vệ tinh.

## Internet
Các dịch vụ Internet cơ hồ không tồn tại ở Việt Nam vào thập niên 1990, nhà cung cấp dịch vụ Internet đầu tiên mở cửa kinh doanh vào năm 1997. Từ năm 1997, Việt Nam kết nối mạng Internet với quốc tế bằng hai cổng: một ở Hà Nội, kết nối với Hồng Kông và Úc; một ở Thành phố Hồ Chí Minh, kết nối với Hoa Kỳ.
Việt Nam đứng thứ 16 trên thế giới về số người sử dụng Internet, vượt xa các quốc gia Đông Nam Á láng giềng khác.
Có năm nhà cung cấp dịch vụ Internet hoạt động: Công ty NetNam, Công ty Điện toán và Truyền số liệu (VDC), Công ty cổ phần FPT, Công ty Cổ phần Dịch vụ Bưu chính Viễn thông Sài Gòn (SPT) và Công ty Viễn thông Viettel. Trong các thành phố lớn, dịch vụ cáp quang được sử dụng rộng rãi.

### Số liệu thống kê
| Năm  | Người sử dụng | Nat Prop (%) | Băng thông quốc tế (Bit/s) | Băng thông trong nước (Bit/s) |
| ---- | ------------- | ------------ | -------------------------- | ----------------------------- |
| 2003 | 804.528       | 3,80         | 1.036                      |                               |
| 2006 | 4.059.392     | 17,67        | 8.000                      |                               |
| 2009 | 20.894.705    | 24,47        | 55.659                     | 68.760                        |
| 2012 | 31.200.000    | 35,62        | 311.176                    | 415.396                       |
| 2021 | 68.720.000    |              |                            |                               |